# Nastia Liukin Cup
A Nastia Liukin Cup (anteriormente Nastia Liukin Supergirl Cup de 2010–11) é uma competição anual de ginástica artística realizada nos Estados Unidos e organizada pela ginasta olímpica Nastia Liukin.

## História
Em agosto de 2009, a USA Gymnastics anunciou que havia feito parceria com a campeã olímpica de 2008, Nastia Liukin, para criar uma oportunidade competitiva para as melhores ginastas olímpicas juvenis do país, com o objetivo de servir como uma estreia para competidores pré-elite no cenário nacional. A inauguração da Nastia Liukin Cup foi realizada em 2010 e teve 36 participantes.
Elegíveis para competir são ginastas femininas de nível 10 nas categorias juvenil e sênior. As ginastas serão escolhidas para participar de uma série de convites conhecida como Nastia Liukin Cup Series. Antes de 2014, ginastas juvenis e sêniores competiam no mesmo campo.

## Campeãs
| Ano  | Local               | Campeã Sênior                   | Campeã Juvenil             | Ref    |
| ---- | ------------------- | ------------------------------- | -------------------------- | ------ |
| 2010 | Worcester, MA       | Lexie Priessman                 | N/A                        | [ 5 ]  |
| 2011 | Jacksonville, FL    | Grace Williams                  | N/A                        | [ 6 ]  |
| 2012 | Nova York, NY       | Charity Jones                   | N/A                        | [ 7 ]  |
| 2013 | Worcester, MA       | Alex McMurtry                   | N/A                        | [ 8 ]  |
| 2014 | Greensboro, NC      | Mackenzie BrannanMcKenna Kelley | Rachael FlamLauren Ramirez | [ 9 ]  |
| 2015 | Arlington, TX       | Kiya Johnson                    | Maddie Karr                | [ 10 ] |
| 2016 | Newark, NJ          | Rachael Lukacs                  | Andrea Li                  | [ 11 ] |
| 2017 | Newark, NJ          | Kai Rivers                      | Carly Bauman               | [ 12 ] |
| 2018 | Hoffman Estates, IL | Haleigh Bryant                  | Tory Vetter                | [ 13 ] |
| 2019 | Greensboro, NC      | Makarri Doggette                | Gabrielle Gladieux         | [ 14 ] |
| 2020 | Milwaukee, WI       | Haleigh Bryant                  | Kiley Rorich               | [ 15 ] |
| 2021 | Indianápolis, IN    | Leah Smith                      | Alicia Zhou                | [ 16 ] |
| 2022 | Frisco, TX          | Jamison Sears                   | Kamila Pawlak              | [ 17 ] |
| 2023 | Louisville, KY      | Kailin ChioAvery Neff           | Addy Fulcher               |        |

## Antigas competidoras notáveis

### Olímpicas
- Gabby Douglas – Campeã Olímpica de 2012 e 2016; 4º em 2010
- MyKayla Skinner –  medalhista de prata no salto nas Olimpíadas de 2020, reserva nas Olimpíadas de 2016; 7º em 2010, 5º em 2011

### Campeãs Mundiais
- Morgan Hurd – Campeã Mundial de 2017 (individual geral) e 2018 (equipe); 14º em 2014
- Ashton Locklear – Reserva nas Olimpíadas de 2016 e Campeã Mundial de 2014 (equipe); 7º em 2013
- Maggie Nichols - Campeã Mundial de 2015 (equipe), 8x Campeã da NCAA; 20º em 2011
- Kayla Williams – Campeã Mundial de 2009 (salto); 4º em 2011

### Campeãs da NCAA
- Haleigh Bryant – Campeã da NCAA de 2021 (salto); 1º em 2018 e 2020
- Georgia Dabritz – Campeã da NCAA de 2015 (barras assimétricas); 10º em 2011
- Nia Dennis – Campeã do Pac Rim de 2014, Campeão da NCAA de 2018 (equipe); 5º em 2012
- Ashleigh Gnat – Campeã da NCAA de 2017 (solo); 21º em 2010, 22º em 2012
- Felicia Hano – Campeã da NCAA de 2018 (equipe); 25º em 2013
- Alex McMurtry – 4x Campeã da NCAA, Campeã Individual Geral da NCAA de 2017; 1º em 2013, 2º em 2012
- Anastasia Webb – 4x Campeão da NCAA; Campeã Individual Geral da NCAA de 2021; 9º em 2017
- Natalie Wojcik – Campeã da NCAA de 2019 (trave) e 2021 (equipe); 4º em 2016, 2017, 2018

### Outras
- Sloane Blakely – Ex-membro da seleção nacional (2019); 13º em 2021
- Kailin Chio – Campeã do Pan-Americanos Juvenil de 2021 (equipe) e dos Jogos Pan-Americanos Júnior (equipe, solo); 15º em 2018
- Kaitlin De Guzman – Campeã dos Jogos do Sudeste Asiático de 2017 (barras assimétricas) ; 16º em 2014, 11º em 2015
- Olivia Dunne – Ex-membro da seleção nacional (2017); Campeã Cidade de Jesolo 2017; 11º em 2020
- Emily Gaskins – Ex-membro da seleção nacional (2013–15); 19º de 2013
- Olivia Greaves – Campeã International Gymnix 2019 (equipe); 10º em 2018
- Amelia Hundley – Campeã Pan-Americana 2014 e dos Jogos Pan-Americanos de 2015; 2º em 2011
- McKenna Kelley – 3x medalhista de prata da NCAA (equipe); 1º em 2014
- Lilly Lippeatt – Ex-membro da seleção nacional (2019–21); 2x campeã da Gymnix, 7º em 2017
- Gabby Perea – Ex-membro da seleção nacional (2016–19) campeã Cidade de Jesolo em 2019; 6º em 2020
- Lexie Priessman – Campeã Pac Rim 2012; Campeã NLC 2010
- Emily Schild – Campeã Jogos Pan-americanos 2015; 19º em 2013
- Alyona Shchennikova – Ex-membro da seleção nacional (2017–19); 17º em 2014
- Faith Torrez – Ex-membro da seleção nacional (2020–21); 3º em 2018, 7º em 2019 e 2022